# Николаев, Сергей Иванович
Серге́й Ива́нович Никола́ев (род. 12 октября 1952, Ленинград) — российский литературовед, специалист в области истории древнепольской литературы, польско-русских культурных связей, русской литературы XVII—XVIII веков, библиографии и текстологии русской литературы. Доктор филологических наук, профессор, академик РАН с 15 ноября 2019 года по Отделению историко-филологических наук (член-корреспондент РАН с 29 мая 2008 года).

## Биография
Окончил польское отделение кафедры славянской филологии филологического факультета ЛГУ (1979). В августе 1979 года был зачислен стажёром-исследователем в Сектор по изучению русской литературы XVIII века ИРЛИ АН СССР (Пушкинского Дома).
В 1982 году защитил диссертацию на соискание учёной степени кандидата филологических наук по теме «Польская поэзия в русских переводах второй половины XVII — первой трети XVIII в.».
В 1996 году защитил диссертацию на соискание учёной степени доктора филологических наук по теме «Литературная культура Петровской эпохи».
С 2000 года преподаёт историю польской литературы на кафедре славянской филологии СПбГУ. Ведущий научный сотрудник (2000—2008), главный научный сотрудник ИРЛИ (с 2008).
Входит в состав диссертационных советов при ИРЛИ РАН и СПбГУ. Член Экспертного совета РГНФ по филологии и искусствоведению (2011—2016), редколлегий книжной серии «Литературные памятники» (с 2014), журналов «Русская литература» и «Вестник Санкт-Петербургского университета. Серия „Филология. Востоковедение. Журналистика“».
В 2022 году избран иностранным членом Польской академии наук и искусств (Polska Akademia Umiejętności).

## Общественная позиция
В феврале 2022 года подписал открытое письмо российских учёных и научных журналистов с осуждением вторжения России на Украину и призывом вывести российские войска с украинской территории.

## Основные работы
- «Польская поэзия в русских переводах: вторая пол. XVII — первая треть XVIII вв.» (1989)
- «Литературная культура Петровской эпохи» (1996)
- «Рыцарская идея в похоронном обряде Петровской эпохи» // «Из истории русской культуры. T. III» (2000)
- «Poezja a dyplomacja. Kartka z dziejów działalności translatorskiej Urzędu Poselskiego w Moskwie w XVII wieku» (2003)
- «От Кохановского до Мицкевича: разыскания по истории польско-русских литературных связей XVII — первой трети XIX вв.» (2004; польск. перевод 2007)
- «Польско-русские литературные связи XVI—XVIII вв.: библиографические материалы» (2008; польск. перевод 2009)
- «Разыскания о русских поэтах первой половины XVIII века. Феофан Прокопович. Кантемир. Тредиаковский. Ломоносов. Сумароков» (2023)
- «Имя на дереве. Этюды по микроистории русской литературы XVII—XVIII вв.» (2024)

Член редколлегии и автор статей «Словаря русских писателей XVIII в.» (вып. 1—3, 1988—2010) и «Словаря книжников и книжности Древней Руси» за XVII в. (чч. 1—4, 1992—2004), соавтор коллективных монографий «История русской переводной художественной литературы: Древняя Русь, XVIII в.» (тт. 1—2, 1995—1996) и «Очерки истории русской литературной критики. Т. 1» (1999).
Подготовил издания:
- «Памятники литературы Древней Руси. XVII в. Кн. 3» (1994, совм. с А. М. Панченко);
- «Русская стихотворная эпитафия» (1998, совм. с Т. С. Царьковой; в серии «Новая библиотека поэта»);
- « Пётр I в русской литературе XVIII в: тексты и комментарии» (2006).

Ответственный редактор изданий в серии «Литературные памятники»:
- Тредиаковский В. К. Сочинения и переводы как стихами, так и прозою (2009; 2-е изд., 2013);
- Капнист В. В. Опыт перевода и подражания Горациевых од (2013).